# Tropidauchen iranicum
Tropidauchen iranicum är en insektsart som beskrevs av Werner 1939. Tropidauchen iranicum ingår i släktet Tropidauchen och familjen Pamphagidae. Inga underarter finns listade i Catalogue of Life.